# Ringwall Schlossberg (Leiblfing)
Der Ringwall Schlossberg ist eine abgegangene frühmittelalterliche Ringwallanlage 800 m nordöstlich der Ortskirche von Hausmetting, einem Gemeindeteil der niederbayerischen Gemeinde Leiblfing im Landkreis Straubing-Bogen. Die Anlage wird als Bodendenkmal unter der Aktennummer D-2-7140-0178 als „frühmittelalterlicher Ringwall. Neolithische Siedlung“ geführt.

## Beschreibung
Der großteils bewaldete Ringwall Schlossberg liegt 240 m östlich des Hausmettinger Bachs auf dem Geländerücken des Schlossbergs. Hier umschließt ein Wall- und Grabensystem einen leicht gewölbten Innenraum von einem nierenförmigen Grundriss. Dessen Ausmaß beträgt ca. 210 m (in Südwest-Nordost-Richtung) mal 130 m (in Nordwest-Südost-Richtung). Nach Osten bildet die Umwehrung ein innerer Wall von bis zu 1,5 m Höhe auf eine Länge von 150 m. Von der Wallkrone bis zur vorgelagerten Grabensohle fällt er um 3 m ab. Der Graben zieht sich um die gesamte Anlage. An den Ausbuchtungen im Norden und Westen ist dem Graben noch ein Außenwall vorgelagert, ebenso auf der Südfront.